# John Mykkanen
John Cary Mykkanen, född 8 september 1966 i Anaheim i Kalifornien, är en amerikansk före detta simmare.
Mykkanen blev olympisk silvermedaljör på 400 meter frisim vid sommarspelen 1984 i Los Angeles.